# Posizione
In fisica, la posizione è l'insieme delle quantità misurabili, dette coordinate, le quali devono essere di numero pari o superiore ai suoi gradi di libertà, che definisce dove si trovi nello spazio un punto rispetto ad un sistema di riferimento.
L'evidenza sperimentale ha finora dimostrato che per determinare la posizione di un punto materiale nello spazio, quindi un oggetto incapace di ruotare su sé stesso, sono sufficienti tre coordinate, pertanto si ritiene che lo spazio che ci circonda sia tridimensionale, almeno fino alla scala delle dimensioni sondabili sperimentalmente. La ricerca di extradimensioni a scale di dimensioni molto piccole è oggetto di studio della fisica delle particelle.
Per determinare la posizione di un punto vincolato su una curva o su una superficie sono sufficienti rispettivamente una o due coordinate.

## Posizione in meccanica classica
In meccanica classica, la posizione di un punto nello spazio è determinata dal vettore posizione definito all'interno di un sistema di riferimento, ad esempio cartesiano.
Il vettore posizione è definito da:
1. modulo (distanza tra {\displaystyle O} e {\displaystyle P})
2. direzione (retta fra {\displaystyle O} e {\displaystyle P})
3. verso (da {\displaystyle O} a {\displaystyle P})

Scegliendo come sistema di riferimento il sistema cartesiano il vettore posizione è un vettore applicato nell'origine degli assi.
Si tratta di un segmento orientato OP che spesso si trova rappresentato anche mediante coordinate del punto P da cui si ottiene la rappresentazione dello stesso per componenti, per esempio nella forma
{\displaystyle \mathbf {r} =x{\hat {\mathbf {i} }}+y{\hat {\mathbf {j} }}+z{\hat {\mathbf {k} }}}
dove {\displaystyle {\hat {\mathbf {i} }},{\hat {\mathbf {j} }}} e {\displaystyle {\hat {\mathbf {k} }}} rappresentano i versori degli assi cartesiani.
Esistono altre forme di rappresentazione del vettore posizione, ad esempio in coordinate cilindriche e sferiche.
Il vettore posizione è legato alla definizione di spostamento, il quale è in corrispondenza biunivoca con la legge oraria dato che se si rappresenta il vettore in funzione del tempo si ha che
{\displaystyle P(t)=\left\{{\begin{aligned}&x=x(t)\\&y=y(t)\\&z=z(t)\\\end{aligned}}\right.}

## Posizione in relatività ristretta e generale
In relatività ristretta e in relatività generale le tre coordinate che determinano la posizione di un punto nello spazio insieme all'istante preso in considerazione costituiscono le quattro coordinate che determinano un evento nello spaziotempo. Il concetto di vettore posizione in relatività ristretta può essere generalizzato in quadrivettore con l'aggiunta della quarta coordinata temporale. In relatività generale, tuttavia, l'interpretazione della posizione di un evento nello spaziotempo quadridimensionale richiede l'uso di concetti della geometria differenziale che danno allo spaziotempo proprietà diverse rispetto allo spazio euclideo ipotizzato per la meccanica classica.